# Sélection de la ville hôte pour les Jeux olympiques d'été de 1992
La sélection de la ville hôte pour les Jeux olympiques d'été de 1992 est une procédure organisée par le Comité international olympique qui fut concrétisée par la victoire de Barcelone.
Elle eut lieu le 17 octobre 1986 dans le cadre de la 91e session du comité international olympique au Palais de Beaulieu de Lausanne en Suisse.

## Résultats
Les résultats officiels des trois tours du scrutin sont :
| Ville      | Pays        | Tour 1 | Tour 2 | Tour 3 |
| ---------- | ----------- | ------ | ------ | ------ |
| Barcelone  | Espagne     | 29     | 37     | 47     |
| Paris      | France      | 19     | 20     | 23     |
| Brisbane   | Australie   | 11     | 9      | 10     |
| Belgrade   | Yougoslavie | 13     | 11     | 5      |
| Birmingham | Royaume-Uni | 8      | 8      | –      |
| Amsterdam  | Pays-Bas    | 5      | –      | –      |

## Candidatures

### Paris

Logo de la candidature

La candidature est préfigurée en juin 1984, lors de la cérémonie fêtant les 90 ans du comité international olympique. Même si la déclaration officielle eu lieu le 28 novembre 1984.
La candidature est portée par les grands politiques : le président François Mitterrand, le maire de Paris et président du comité de candidature Jacques Chirac, le ministre des Sports Alain Calmat, le président du CNOSF Nelson Paillou, le président de la région Île-de-France Michel Giraud, le vice-président du comité de candidature Alain Danet et les membres français du CIO Jean de Beaumont et Maurice Herzog. Il y eut plusieurs initiatives pour défendre la candidature tel une bande-dessinée spéciale d'Astérix ou un clip promotionnel montrant Guy Drut relayant la flamme olympique sur l'avenue des Champs-Élysées. Face à Barcelone archi-favorite, la candidature échoue même si le même jour, la France récupère les Jeux d'hiver à Albertville.
Le calendrier prévu des Jeux était du 1er au 16 août 1992. Le village olympique dans le quartier de Bercy-Tolbiac. Une partie sur la rive gauche, au sud du centre aquatique, devenue aujourd'hui la Bibliothèque François-Mitterrand. Une autre sur la rive droite, adjacent au parc de Bercy, devenue la ZAC de Bercy.
| Sport                      | Site                                                        | Commune                               | Statut       |
| -------------------------- | ----------------------------------------------------------- | ------------------------------------- | ------------ |
| Athlétisme Stade olympique | Parc des sports                                             | Vincennes                             | À construire |
| Athlétisme Stade olympique | Parc du Tremblay                                            | Champigny-sur-Marne                   | À construire |
| Aviron / Canoë-kayak       | Base nautique                                               | Vaires-sur-Marne                      | À construire |
| Badminton                  | Parc des expositions de Villepinte                          | Villepinte                            | Existant     |
| Basket-ball                | Parc des expositions de Villepinte                          | Villepinte                            | Existant     |
| Boxe                       | Parc des expositions de la porte de Versailles              | Paris                                 | Existant     |
| Cyclisme sur piste         | Vélodrome de la Croix-de-Berny                              | Antony                                | À rénover    |
| Cyclisme sur route         | Les circuits étaient en cours d'étude                       | Les circuits étaient en cours d'étude | Existant     |
| Équitation                 | Champ-de-Mars (dressage)                                    | Paris                                 | Existant     |
| Équitation                 | Hippodrome de Longchamp (saut d'obstacles par équipe)       | Paris                                 | Existant     |
| Équitation                 | Stade olympique (saut d'obstacles individuel)               | Vincennes ou Champigny-sur-Marne      | À construire |
| Équitation                 | Hippodrome de Fontainebleau (concours complet)              | Fontainebleau                         | Existant     |
| Escrime                    | Grand Palais                                                | Paris                                 | Existant     |
| Football                   | Parc des Princes (finales)                                  | Paris                                 | Existant     |
| Football                   | Stade Félix-Bollaert                                        | Lens                                  | Existant     |
| Football                   | Stade de la Beaujoire                                       | Nantes                                | Existant     |
| Football                   | Stade Geoffroy-Guichard                                     | Saint-Étienne                         | Existant     |
| Football                   | Stade de la Meinau                                          | Strasbourg                            | Existant     |
| Football                   | Stade Vélodrome                                             | Marseille                             | Existant     |
| Football                   | Stade de Gerland                                            | Lyon                                  | Existant     |
| Gymnastique                | Palais omnisports de Paris-Bercy (artistique)               | Paris                                 | Existant     |
| Gymnastique                | Centre des nouvelles industries et technologies (rythmique) | La Défense                            | Existant     |
| Handball                   | Parc des expositions de Villepinte                          | Villepinte                            | Existant     |
| Handball                   | Palais omnisports de Paris-Bercy (finales)                  | Paris                                 | Existant     |
| Haltérophilie              | Palais des congrès                                          | Paris                                 | Existant     |
| Hockey sur Gazon           | Haras de Jardy                                              | Marnes-la-Coquette / Vaucresson       | Existant     |
| Judo                       | Centre des nouvelles industries et technologies             | La Défense                            | Existant     |
| Lutte                      | Stade Pierre-de-Coubertin                                   | Paris                                 | Existant     |
| Natation                   | Centre aquatique                                            | Paris                                 | À construire |
| Natation                   | Piscine Georges-Vallerey (phase préliminaire du water-polo) | Paris                                 | Existant     |
| Pentathlon moderne         | Forêt de Fontainebleau                                      | [à définir]                           | Existant     |
| Tennis                     | Stade Roland-Garros                                         | Paris                                 | Existant     |
| Tennis de table            | Halle Georges-Carpentier                                    | Paris                                 | Existant     |
| Tir                        | Centre de tir                                               | Briis-sous-Forges                     | À construire |
| Tir à l'arc                | Parc du Tremblay                                            | Tremblay                              | Existant     |
| Voile                      | Port                                                        | Hyères                                | Existant     |
| Volley-ball                | Parc des expositions de Villepinte                          | Villepinte                            | Existant     |
| Volley-ball                | Palais omnisports de Paris-Bercy (finales)                  | Paris                                 | Existant     |

Deux sites étaient également envisagés pour les sports de démonstrations.